# Félix María Zuloaga
Félix María Zuloaga Trillo (Álamos, 31 marzo 1813 – Città del Messico, 11 febbraio 1898) è stato un politico e generale messicano.
Rivoltoso, si ribellò a Ignacio Comonfort e, dopo aver conquistato Città del Messico, si nominò presidente del Messico, ma fu deposto nello stesso anno (1858).
Di nuovo pretendente al potere nel 1860, si schierò con Massimiliano d'Asburgo, ma in seguito lo tradì, e ridivenne presidente repubblicano.

## Biografia
Di ricca famiglia messicana, militare di carriera e membro del partito conservatore, nel dicembre 1857 organizzò e guidò il golpe dei conservatori contro il governo del Presidente del Messico Ignacio Comonfort, osteggiato per le sue politiche liberali e anticlericali. Impadronitosi di Città del Messico con le sue truppe, Zuloaga depose, l'11 gennaio 1858, il presidente Comonfort, che dovette andare in esilio negli Stati Uniti, proclamandosi presidente del Messico; i liberali, di fronte al colpo di Stato conservatore, si ritirarono a Veracruz, dove diedero vita a un governo provvisorio con a capo Benito Juárez, già vicepresidente di Comonfort. Scoppiò così la guerra civile, durata tre anni; inizialmente fu Zuloaga a guidare i conservatori, ma poi, il 2 febbraio 1859, fu spodestato a favore del generale Miguel Miramón, che assunse temporaneamente la presidenza. Dopo la sconfitta e l'esilio di Miramón, il 22 dicembre 1860, tentò di ricandidarsi, ma al potere andarono i liberali, il cui campione Juárez divenne presidente. Nel 1864, durante l'invasione francese del Messico, Zuloaga si mise al servizio di Massimiliano d'Asburgo, ma l'anno dopo lo tradì, insorgendo contro di lui. Esiliato a Cuba, rientrò in patria dopo la morte di Juárez nel 1872, ritirandosi dallo scenario politico e dedicandosi alla coltivazione di piantagioni di tabacco, morendo poi a Città del Messico l'11 febbraio 1898, a 84 anni.